# Preprečevanje in reševanje iz nepravilnih položajev
Preprečevanje in reševanje iz nepravilnih položajev (ang. UPRT: Upset Prevention and Recovery Training) je kombinacija teoretičnega in praktičnega usposabljanja za pilote letal, da se pilotu omogoči preprečiti, prepoznati in rešiti po nenavadnih in nepričakovanih situacijah pri tem imamo v mislih predvsem velike vpadne kote in nagibe letala in zavozlanje z avtomatizacijo - avtopilotom blizu tal.
V državah evropske unije oz. okolju EASA ločimo tri tipe usposabljanja UPRT.
- Basic UPRT osnovni tečaj (ang. Basic Upset Prevention and Recovery Training) med šolanjem za profesionalne licence in ratinge FI, CPL, ATPL in MPL (licenca pilota za veččlansko posadko) vključen v osnovne programe izvajajo se na normalnih tipih letal (npr. Piper PA-28, Cessna 182, Socata Trinidad).
- A-UPRT napredni tečaj (ang. Advaced Upset Prevention and Recovery Training) se nanaša na reguliran tečaj vsaj 5 ur teoretičnega pouka in 3 ure praktičnega usposabljanja na letalih EASA CS-23 Aerobatic ali CS-23 Utility (npr. Cessna 152, Zlin 242, Bulldog, Marchetti SF.260, Beech Bonanza F33C, Socata TB 30, Beech T-34 Mentor, Grob 115E, Slingsby T67 Firefly). Morebitno usposabljanje za akrobatsko letenje ne nadomesti tečaja UPRT. Od decembra 2019 je ta tečaj obvezen za vse pilote pred pristopom na šolanje za prvi type rating v operacijah z več piloti skladno z EASA FCL.745.A zahtevo.
- Type-related UPRT tipski tečaj (ang. Type related Upset Prevention and Recovery Training), ki je povezan z samim tipom letala, ki ga pilot leti (npr. A320, B737, A340, C560XL/XLS, BE90/99/100/200, PA-42, C441) in se izvaja na FFS simulatorju letenja kot zadnja sekcija ratinga za tip letala.

V državah EASA morajo letalske družbe vključiti usposabljanje za preprečevanje nepravilnih položajev in reševanje kot del svojega periodičnega usposabljanja, ki ga zajema učni načrt vsaka tri leta. V ZDA morajo vsi letalski prevozniki po aktu 121 izvajati UPRT od marca 2019.

## Namen
Od leta 2010 do 2014 je izguba nadzora med letom (ang. LOC-I Loss Of Control In flight) predstavljala približno 30 % smrtnih žrtev v rednem komercialnem zračnem prometu. UPRT je bil sprejet za reševanje tega varnostnega problema.
Eden izmed poglavitnih razlogov za uvedbo UPRT usposabljanja je bila nesreča letalske družbe Air France Flight 447 na letu Rio de Janeiro-Pariz 1. junija 2009, kjer sta pilota prevlekla letalo nad Atlantskim oceanom zaradi pomakanja osnovne tehnike letenja na klasičnih letalih kljub velikim izkušnjam na potniških letalih. 
Primer z odpovedjo avtomatizacije je bila nesreča družbe Turkish Airlines Flight 1951 na letu Istanbul-Amsterdam 25. februarja 2009, kjer je posadka prepozno prepoznala zavozlanje avtomatizacije. Letalo je strmoglavilo na polje približno 1,5 km severno od vzletno-pristajalne steze. 
Poleg poučevanja tehnik za reševanje po nenavadnem položaju je UPRT namenjen zagotavljanju začetnih izkušenj s silami g, ki se lahko pojavijo v komercialnem letalu, od približno -1 g do 2,5 g, in pomoči pilotu pri zavedanju velikih vpadnih kotov. Psihološki elementi tečaja vključujejo premagovanje presenečenja in pretresa, razvijanje kontra intuitivnih veščin reševanja in razvijanje samozavesti skozi izvlačenje po vz

nemirjenosti v resničnem okolju.